# Harry Grey
Pour les articles homonymes, voir Harry Grey (homonymie) et Grey.
Harry Grey, pseudonyme de Herschel Goldberg, est un écrivain américain, né le 2 novembre 1901 à Odessa à l'époque dans l'Empire russe, décédé en 1er octobre 1980, surtout connu pour une seule œuvre emblématique, À main armée (The Hoods), décrivant son passé d'ex-gangster. Son livre inspira le scénario du film Il était une fois en Amérique.

## Biographie
La signature de Harry Grey est remarquée dans un numéro du Crapouillot de mai 1939 consacré aux bas-fonds de Paris.
Son premier roman À main armée paraît en 1952, d'abord aux États-Unis.

## Œuvre

### Romans policiers
- The Hoods (New York, Crown Publishers, 1952) Connu en français sous le titre À main armée[1],[2]
- Call Me Duke (1955) Publié en français sous le titre Né un dimanche, Paris, Gallimard, Série noire no 308, 1956
- Portrait of a Mobster (1958) Publié en français sous le titre La Crème des hommes, Paris Gallimard, Série noire no 510, 1959

### Autres ouvrages
- Sorrow Not Without Hope : Letters by the Late Reverend Harry Grey
- Selected Letters from the Correspondence of the Late Harry Grey, of Torquay : With a Few Extracts from His Journal

## Adaptations cinématographiques

### Il était une fois en Amérique
Ultime adaptation de sa carrière dont il a enfin les droits, Sergio Leone, aidé de Norman Mailer et John Milius, pense d'abord à un face à face entre Richard Dreyfus et Gérard Depardieu (avec Patrick Dewaere et Miou-Miou). Mais Robert De Niro, James Woods et Elizabeth McGovern tournent finalement le film de 3h45, qui sort aux États-Unis en 1984, quatre ans après la mort de Grey, dans une version de 2 heures seulement, et totalement remontée.

### Autre adaptation
- 1961 : Portrait d'un tueur (Portrait of a Mobster), d’après son roman , réalisé par Joseph Pevney, scénario de Howard Browne.